# Роберт Говард
Ро́берт І́рвін Го́вард (англ. Robert Ervin Howard; 22 січня 1906, Пістер, штат Техас, США — 11 червня 1936, Кросс-Плейнс, штат Техас, США) — американський письменник і поет.
Роберт Говард — один з найвідоміших письменників-фантастів, один з засновників жанру героїчного фентезі. За популярністю та за ступенем впливу, що він справив на подальший розвиток американської та світової літератури, його часто порівнюють з Дж. Р. Р. Толкіном, Джеком Лондоном, Германом Мелвіллом та Натаніелем Готорном.
Найвідомішим твором автора є серія про пригоди Конана-кімерійця та всесвіту Гіборійської ери.
Крім свого добутку в жанрі фентезі, Говард працював також у літературі жахів, вестерна, історичної та спортивної повісті та видав декілька поетичних збірок.
Роберт Ірвін Говард народився 22 січня 1906 року у містечку Пістер штат Техас, США. У грудні 1922 року вперше вийшли два його оповідання «Золота надія Різдва» та «Захід є Захід». У грудні 1932 року в журналі Weird Tales виходить оповідання «Фенікс на мечі» де вперше з'являється Конан-кімерієць, який стане одним з найвідоміших персонажів у фантастичній літературі. 1935 року мати Роберта Говарда переносить важку операцію, після якої впадає в кому. Говард, не в силах змиритися з цим, 11 червня 1936 року покінчив життя самогубством, застрелившись у своєму автомобілі.

## Біографія

### Ранні роки

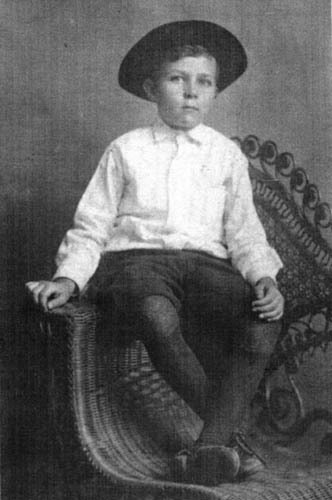
Роберт Говард в п'ятирічному віці (1911 рік)

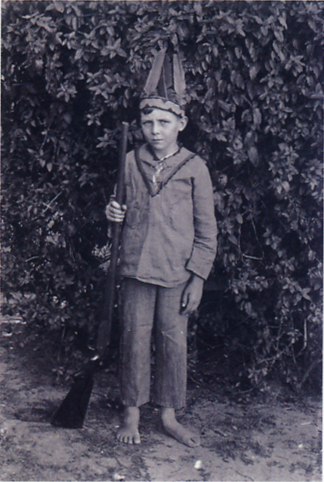
Роберт Говард у восьмирічному віці (1914 рік)

Роберт Ірвін Говард народився 22 січня 1906 року (іноді помилково вказується 24 січня) у містечку Пістер штат Техас, США в сім'ї подорожуючих лікарів Айзека Мардохея Говарда та Гестер Джейн Ервін Говард. Коріння сім'ї Говардів походить з Американського Півдня, серед предків майбутнього письменника були як плантатори, що боролися на боці Конфедерації під час Громадянської війни в США, так і піонери освоєння незаселених земель.
Практично всі ранні роки Роберт Говард постійно подорожує із сім'єю містечками Техасу: Дарк Воллі (1906), Семіноле (1908), Бронте (1909), Потіт (1910), Оран (1912), Вічита-Фолс (1913), Багвелл (1913), Кросс-Кат (1915), Буркетт (1917).
Під впливом розповідей ветеранів Громадянської війни, техаських рейнджерів, казок рідні, починає формуватися характер письменника, зростає його інтерес до історії та легенд американського Північного заходу.
У цей час сім'ю Говарда спіткали фінансові негаразди через невдалі інвестиції Айзека Говарда, що призводить до постійних чвар в родині. Відтоді саме мати справляє провідний вплив на формування особистості майбутнього письменника. Саме вона прищепила сину любов до поезії та літератури, підтримувала його ранні літературні експерименти.
У 1914 році письменник вступив до першого класу початкової школи містечка Багвелл, але вже у січні 1915 року вимушений був покинути її через черговий переїзд до міста Кросс-Кат. Хоча Говард любив читати та вчитися, школу він зненавидів буквально з першого ж дня, оскільки вона вимагала дисципліни та підкорення правилам. Нелюбов до загальноприйнятих правил залишиться з письменником все життя і стане одним з основних мотивів його творчості.
| Що я ненавидів у школі, так це регулярність, регламентованість всіх моїх дій, але найбільше - те, що хтось може вважати себе авторитетом для мене, з правом ставити запитання про мої дії і контролювати мої думки[26]. |
Спостереження за шкільними хуліганами та загальна висока криміногенна ситуація через початок нафтового буму в Техасі показали письменнику важливість фізичної сили та насильства. Роберт починає займатися спортом, особливо він захоплюється боксом та важкою атлетикою. У той час бокс користується шаленою популярністю у США і такі відомі спортсмени як Джеймс Джеффріс, Джек Джонсон, Боб Фіцсіммонс та пізніше Джек Демпсі значно впливають на любов майбутнього письменника до спорту.

### Перші твори
Завдяки любові до літератури та порадам вчителів і родичів Говард вже в молодості вирішив стати професійним письменником. У віці дев'яти років він почав писати свої перші оповідання про вікінгів, арабів, різноманітні історичні та вигадані битви.
В цей час він знайомиться з творами авторів, які справлять великий вплив на його подальшу творчість: Джеком Лондоном, особливо його оповідання про реінкарнацію та минулі життя, Редьярдом Кіплінгом, Томасом Булфінчем, Едгаром По, Вальтером Скоттом та Марком Твеном.
У 1919 році, у віці тринадцяти років, письменник разом з сім'єю переїжджає у Центральний Техас у містечко Кросс-Плейнс, де й проживе все своє життя. У цьому ж році, відвідуючи бібліотеку у Новому Орлеані, поки його батько викладав медицину у місцевому коледжі, Говард знайшов книгу, присвячену стародавньому шотландському племені піктів. Пікти захопили уяву письменника і стали одним з його найулюбленіших художніх образів, з'являючись у безлічі оповідань та віршів автора.
17 лютого 1920 року в Кросс-Плейнс були знайдені родовища нафти, що поклало початок нафтовому буму в рідному місті письменника. Населення містечка буквально за декілька років збільшилося з 1,500 до 10,000 чол., що призвело до спалаху злочинності, проблем з перенаселенням, забруднення навколишнього середовища. Нафтовий бум приніс і позитивні зміни: будувались нові заводи, школи та готелі, покращився рівень життя населення.
Говард зразу ж зненавидів нафтовий бум та людей, що приїхали у місто з його початком. У листі до Говарда Лавкрафта у жовтні 1930 року він писав:

| Я бачив ціле місто, розбещене нафтовим бумом… Я бачив перспективну молодь, яка перетворилася з респектабельних громадян на наркоманів, п'яниць, гравців та гангстерів буквально за декілька місяців.Оригінальний текст (англ.) I've seen whole towns debauched by an oil boom and boys and girls go to the devil whole-sale. I've seen promising youths turn from respectable citizens to dope-fiends, drunkards, gamblers and gangsters in a matter of months[35]. |
У листі до редактора журналу Weird Tales Фарнсворфа Райта влітку 1931 року Говард писав:
| Я можу сказати одну річ про нафтовий бум. Він навчить дітей, що життя – це доволі паршива штука швидше, ніж я можу уявити.Оригінальний текст (англ.) I'll say one thing about a oil boom; it will teach a kid that Life's a pretty rotten thing as quick as anything I can think of[36]. |

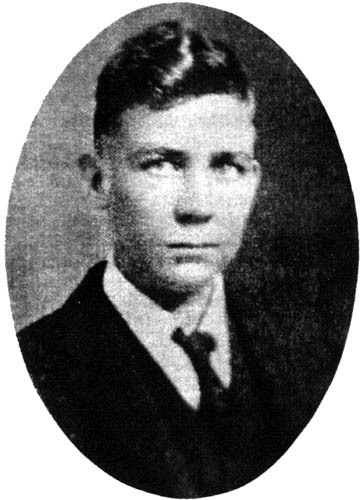
Роберт Говард під час навчання у Старшій Школі Браунвуда (1923 рік)

П'ятнадцятирічний Говард захоплюється літературними журналами, особливо журналом Adventure та його популярними авторами Талботом Мунді та Гарольдом Лембом. У наступні декілька років письменник створює цілу низку нових персонажів: Ель Борак, ковбой Сонора Кід, пуританин Соломон Кейн, останній король піктів Бран Мак Морн. Говард відправляє свої оповідання у різноманітні журнали, такі як Adventure та Argosy, але всюди отримує відмови.
У 1922 році, щоб закінчити старшу школу, Говард разом з матір'ю тимчасово переїжджає у місто Браунвуд. Саме тут він вперше знаходить друзів, які розділяють його інтерес не тільки до спорту та історії, а й також до літератури та поезії. Разом з Тевісом Смітом та Труеттом Вінсоном, Роберт Говард пише різноманітні літературні, поетичні та філософські твори та відправляє їх у аматорські газети та журнали. Саме Вінсон познайомив письменника з The Tattler, газетою Старшої Школи Браунвуда, де в грудні 1922 року вперше вийшли два його оповідання «Золота надія Різдва» та «Захід є Захід».
У травні 1923 року Говард закінчив старшу школу і повернувся у Кросс-Плейнс.

### Професійний письменник
У Кросс-Плейнс Роберт Говард перебирався з роботи на роботу: працював в продуктовій крамниці та в аптеці, клеймив корів, прибирав сміття, пакував бавовняні тюки на місцевій фабриці, писав про нафтовий бізнес у газети Техасу та Оклахоми.
| Я міг би вивчати право або зайнятися чимось іншим, але ніяка інша робота не надала б мені того ступеня свободи, яку давало ремесло письменника. А бажання повної свободи перетворилося для мене на свого роду манію – при тому, що я покірно платив за неї життям у спартанських умовах і відмовою від багато чого, чого бажали моя душа і тіло... Можливо, індивідуальна свобода - це фантом, але я не думаю, що комусь прийде в голову сумніватися в очевидному: література надає свободи куди більше, ніж рабська праця на фабриці або – як це довелося випробувати мені самому – чотирнадцять годин на добу, проведені за прилавком з содовою водою. Бувало, за друкарською машинкою я проводив і всі вісімнадцять, але то був мій власний вибір, і я міг припинити роботу в будь-яку мить — без страху бути звільненим[30]. |
У 1924 році він повернувся до Браунвуду та вступив у коледж на курси стенографістів. Письменник планував подати документи на літературні курси, але з якоїсь причини так це і не зробив. Біограф Марк Фінн припускає, що найімовірніше батько Говарда відмовився сплачувати «таку непрактичну освіту».
У цьому ж році Говард вперше публікується у літературному журналі — за 16 дол. Weird Tales придбав його твір Спис та Ікло, але гонорар автор отримує лише у липні 1925 року. Згодом Weird Tales перетвориться на один з найвідоміших й найавторитетніших американських літературних журналів, багато в чому завдяки співпраці з Робертом Говардом, Говардом Лавкрафтом та Кларком Смітом.

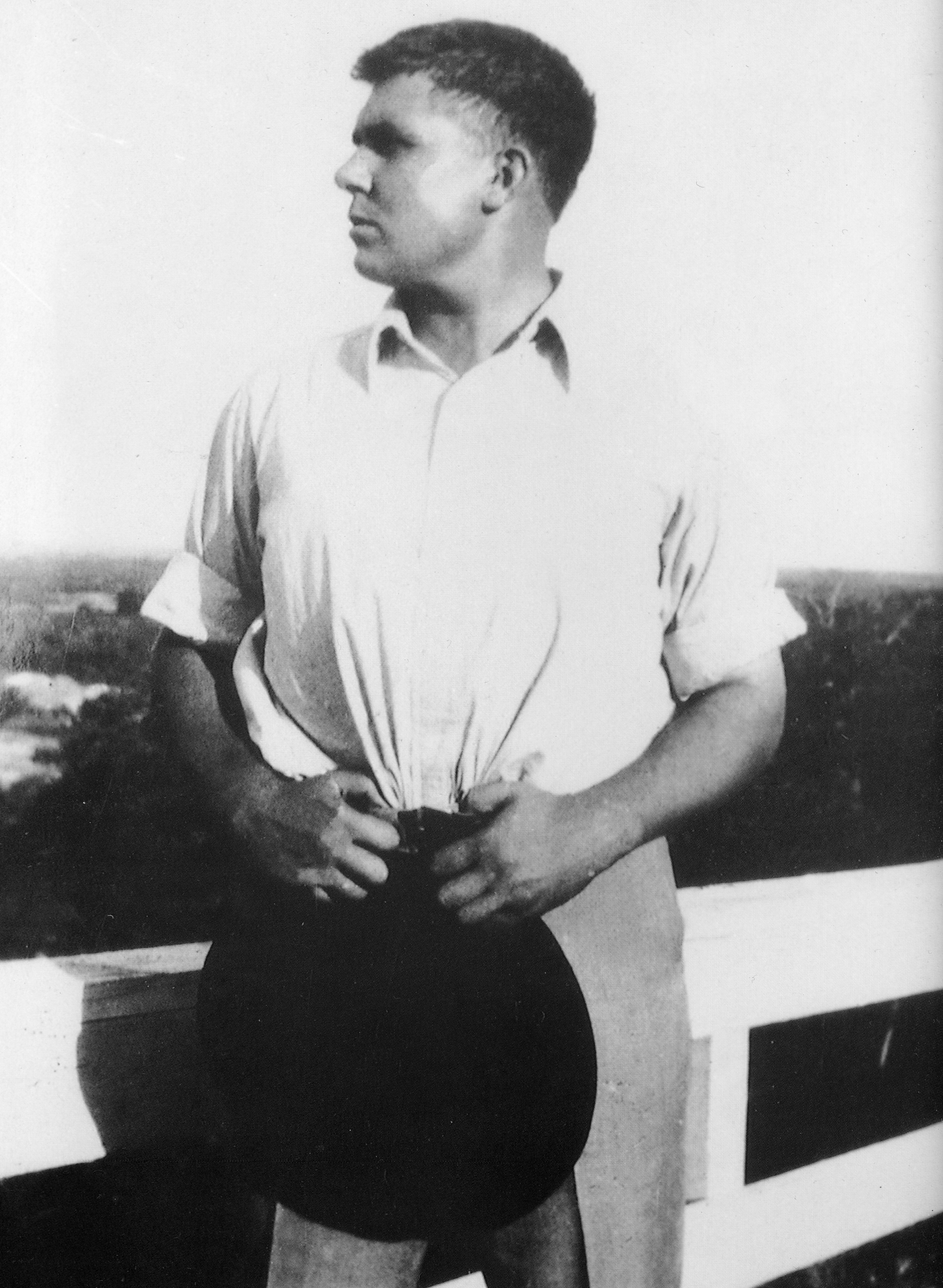
Роберт Говард наприкінці 1920-х — початку 1930-х років

З початком своєї літературної кар'єри, Говард покинув навчання у коледжі і повернувся у Кросс-Плейнс. Незабаром Weird Tales придбав ще одне його оповідання Гієна. У цей же період письменник пише автобіографічну новелу Пост Окс та Роуз Санд. Твір був завершений у 1928 році, але за життя автора так і вийшов.
Літературних гонорарів на життя бракує, тому Говард шукає додаткове джерело доходу: влаштовується кореспондентом у місцеву газету Cross Plains Review, працює у поштовій службі, стенографістом у нафтовій компанії.
У цей період Роберт Говард разом зі своїм товаришем Тевісом Смітом пишуть та публікують у різноманітних журналах велику кількість поем та віршів. Здебільшого це темні, похмурі твори, повні війн, міфічних образів та насильства. Ця творчість не отримала визнання у тодішньої критики та видавців, тому всі спроби авторів видати свої твори окремими книгами повалилися. З часом Говард охолонув до поезії та з 1930 року приділяв більше уваги написанню оповідань та новел.
Говард все частіше з'являється на сторінках Weird Tales і скоро стає його постійним автором. Першим твором письменника, який з'явився на обкладинці цього видання, була повість Вовча голова.

### Народження фентезі меча та магії

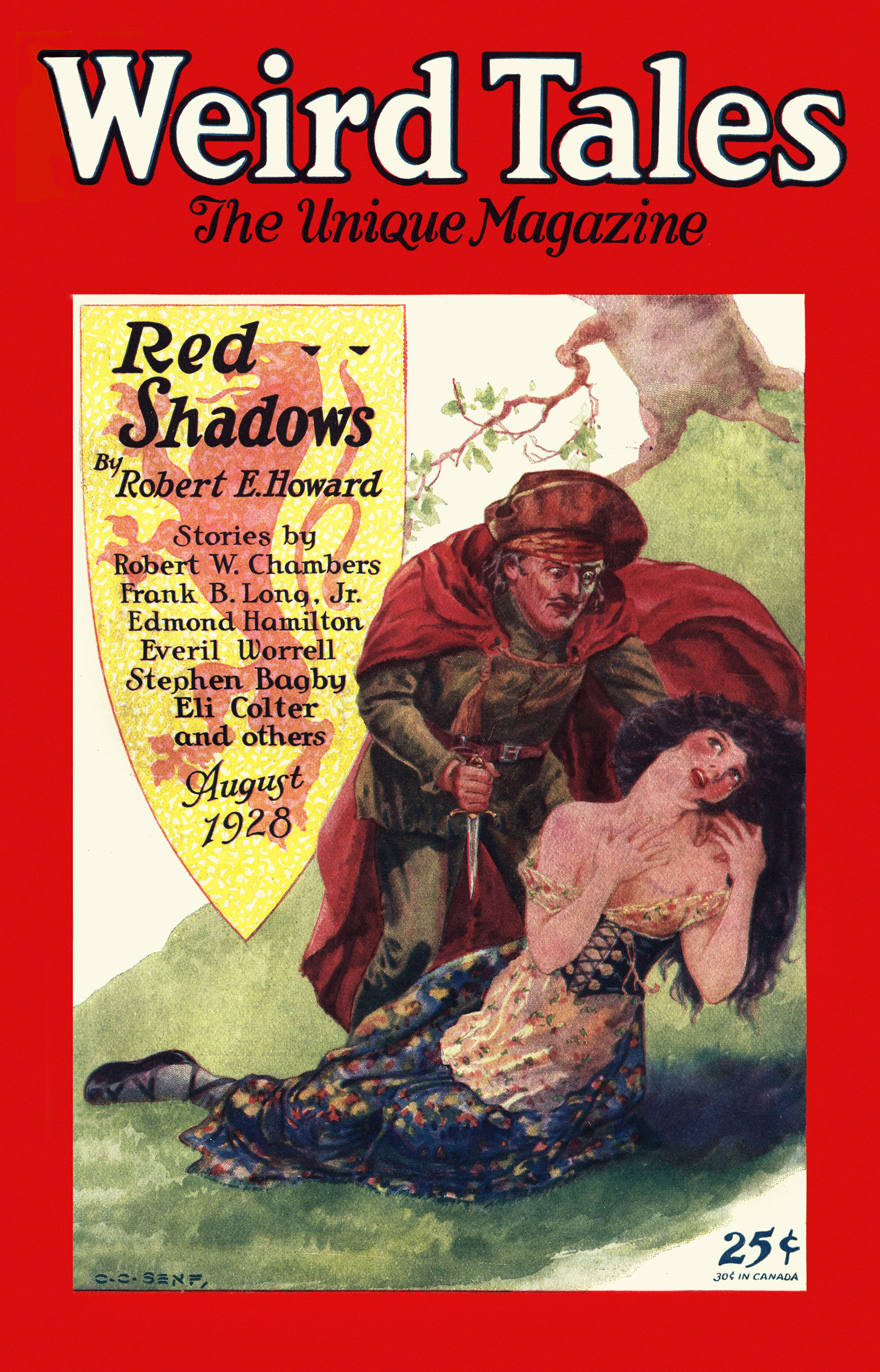
Журнал Weird Tales за серпень 1926 року. На обкладинці ілюстрація з новели Червоні тіні — першого твору Роберта Говарда з серії про Соломона Кейна

У серпні 1926 року Говард залишає свою роботу в аптеці та у вересні приїжджає у Браунвуд, щоб закінчити бухгалтерські курси у коледжі. У цей період він починає працювати над новелою Тіньове королівство, яка стане одним з найважливіших творів у його літературній кар'єрі.
Під час навчання письменник пише короткі оповідання для місцевої газети The Yellow Jacket. Одна з цих історій, комедійне оповідання Купід проти Поллюкса, стане першим твором Роберта Говарда у жанрі спортивної повісті.
У травня 1927 року, після успішно закінчених курсів, Говард повністю переписує Тіньове королівство, у серпні він переписує його знову і у вересні відправляє у Weird Tales. Цей твір, в якому поєднувалися елементи фентезі, жахів, міфології та історичної романтики, став справжнім проривом у творчості письменника, породивши новий жанр у літературі — фентезі меча та магії. Головний герой цієї новели — король варварів Кулл пізніше став прототипом для найвідомішого персонажа Говарда — Конана-Варвара.
Тіньове королівство вийшло у Weird Tales в серпні 1929 року і отримало величезну кількість позитивних відгуків читачів. За цей твір письменник отримав найбільший у той період своєї літературної кар'єри гонорар — $100. Пізніше Говард пише ще низку нових оповідань про Кулла, але тільки два з них публікуються у Weird Tales, через що він припиняє роботу на цієї серією.
В березні 1928 року письменник відправляє у Weird Tales нову новелу Червоні тіні. Цей твір став першим в серії про шукача пригод пуританина Соломона Кейна. Оповідання вийшло у серпні 1928 року і отримало багато позитивних відгуків від читачів. За період з 1928 по 1932 рік з'явилося сім новел з цієї серії. Оскільки новела про Соломона Кейна з'явилася на сторінках журналу раніше за Кулла, Червоні тіні можна вважати першим опублікованим твором жанру фентезі меча та магії.
У 1929 році Говард активно відправляє свої твори до різноманітних американських літературних журналів. Його першою новелою, яка вийшла не в журналі Weird Tales, стала спортивна історія з елементами містики Привид у призовому персті, яка з'явилася у журналі Ghost Stories. У липні того ж року в журналі Argosy з'явився інший його твір — Жах натовпу. Жодне з цих оповідань так і не було розвите в окрему серію.
Після кількох незначних успіхів та серії невдач, у липні 1929 року в журналі Fight Stories публікується нова новела Роберта Говарда Алеї небезпеки. Цей твір, в якому поєднувалися елементи спортивної повісті та буфонади, став початком нової успішної серії про чемпіона боксу Сейлора Стіва Костігана. Оповідання з цієї серії були опубліковані також на сторінках журналів Action Stories та Jack Dempsey's Fight Magazine.
Через успішність оповідань, у лютому 1931 року видавництво Street & Smith запропонувало письменнику опублікувати новели про Сейлора Костігана в журналі Sport Story Magazine, але Говард відмовився. Натомість, спеціально для цього журналу, він написав схожу за тематикою серію про боксера Кіда Аллісона. Всього було створено десять оповідань, але опубліковано з них лише три.

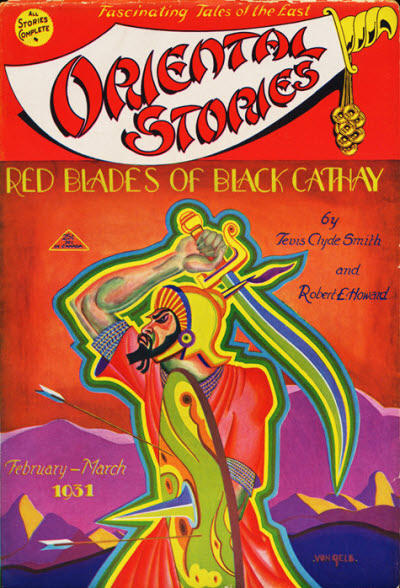
Журнал Oriental Stories за січень-березень 1931 року. На обкладинці ілюстрація з новели Червоний клинок та чорний Китай Роберта Говарда та Тевіса Сміта

Завдяки регулярним публікаціям своїх творів різноманітними літературними журналами, Роберт Говард більше не відчуває нестачу фінансів. Він більше не наймається на додаткові роботи і весь свій час приділяє заняттям літературою.
З 1930 року починається «кельтська фаза» у творчості письменника. У цей період Говард вивчає культуру та історію кельтів та цікавиться своїми власними ірландськими предками. Приблизно в той же час Говард прочитав епічну поему Г. К. Честертона Балада про Білого Коня. У ній Честертон зводив кельтів, бриттів і англосаксів під проводом короля Альфреда в битві з північними загарбниками — норвежцями та датчанами. Натхненний Говард почав роботу над Баладою про Короля Герейнте, де кельти стійко чинили опір навалі англів, саксів і ютів. Балада не вдалася, але в процесі роботи над нею Говард знайшов свій спосіб створення світів. «Змішати століття, але зберегти єдність» — саме за цим принципом він створював Гіборійську еру, в якій живе Конан-Варвар.
Під впливом свого нового захоплення, письменник створює ряд повістей про ірландські персоналії, а також саме в цей період він створює персонажі-ірландців Турлога Ду О'Брайана та Кормака Мак Арта. Але письменнику так і не вдається продати жодний з цих творів.
У цьому ж році Фарнсворф Райт залишає Weird Tales та відкриває свій власний журнал Oriental Stories. Говард активно співпрацює з новим виданням. Чотири роки існування цього журналу стали одним з найпродуктивніших періодів творчості письменника. Говард багато пише, особливо концентруючись на культурі та історії Середнього та Далекого Сходу під час Середньовіччя та початку Ренесансу. Разом з тим письменник приділяє увагу і іншим історичним періодам від падіння Риму до XV століття. Але в 1934 році журнал був закритий через Велику депресію, через що частина творів Говарда так і не вийшла.

### Відносини з Лавкрафтом

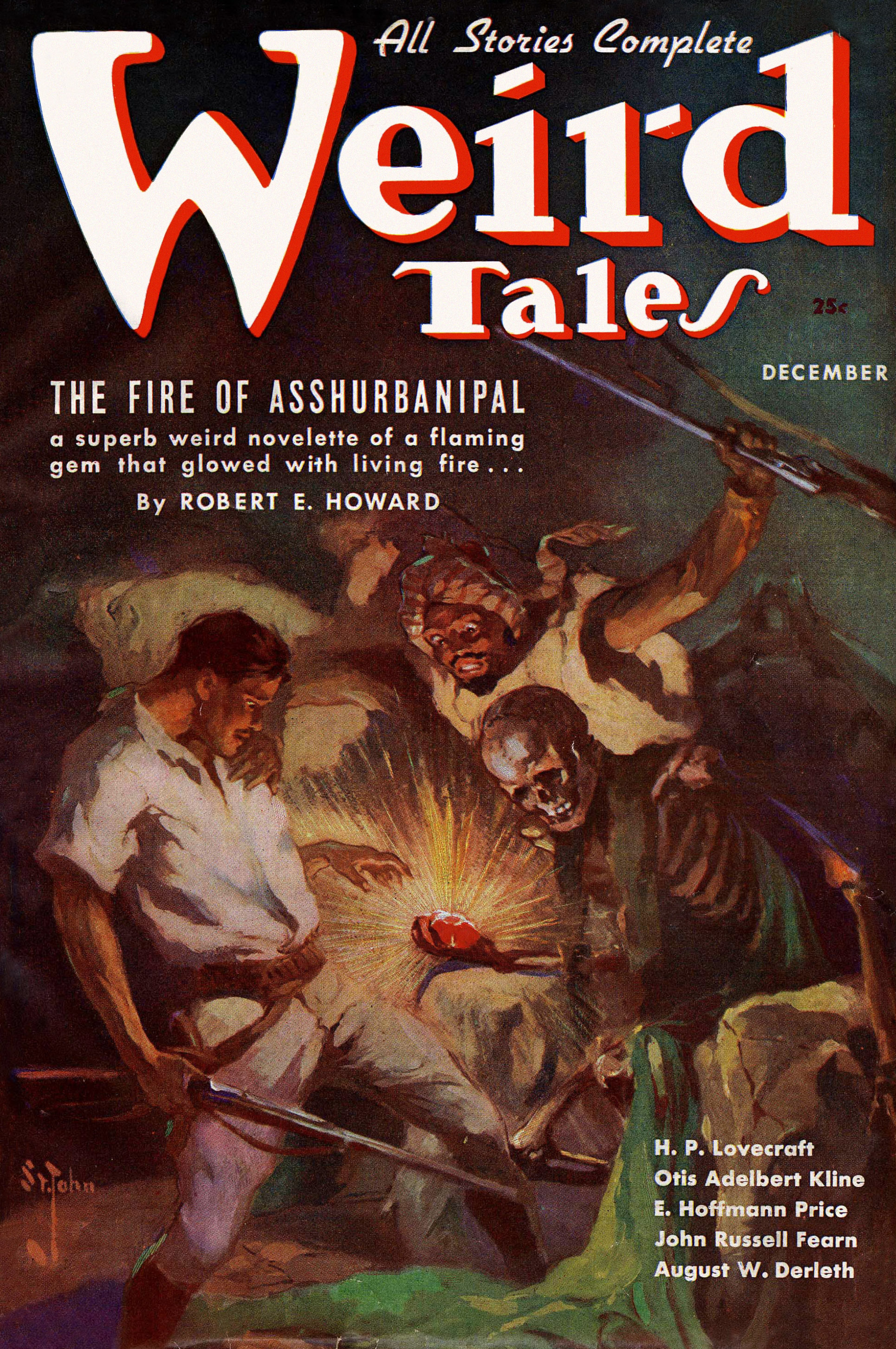
Журнал Weird Tales за грудень 1936 року. На обкладинці ілюстрація з новели Вогні Ашшурбаніпалі з циклу Міфів Ктулху.

В серпні 1930 року Говард пише листа до Weird Tales, де вихваляє щойно опубліковану там повість Щури в стінах Говарда Лавкрафта. Редактор журналу Фарнсворф Райт пересилає цей лист Лавкрафтові. Незабаром між двома провідними авторами Weird Tales зав'язалося активне листування, яке тривало все життя Говарда. Протягом наступних років в листуванні Говард і Лавкрафт обговорювали співвідношення цивілізації і варварства, міст і дикого прикордоння, мистецтва і торгівлі та багато іншого. Спочатку Говард був дуже шанобливим до свого кореспондента, але поступово Лавкрафт став для нього рівним. Письменник швидко увійшов у оточення Лавкрафта — групу письменників та однодумців, зв'язаних через листування, що обмінювалися думками, ідеями та заохочували один одного на письменницькому терені.
Однією з частих тем листування письменників стала тема співвідношення цивілізації та варварства. Лавкрафт, який підтримував ідею, що цивілізація є вершиною людського розвитку, виступав проти ідей Говарда, які можна схарактеризувати відомою цитатою з повісті По той бік Чорної ріки:
| «Варварство — це натуральний стан роду людського… …Цивілізація протиприродна. Вона є примхою обставин. І врешті-решт завжди переможе варварство»[62].Оригінальний текст (англ.) Barbarism is the natural state of mankind. Civilization is unnatural. It is a whim of circumstance. And barbarism must always ultimately triumph[63]. |
У наступні роки, під впливом творчості Лавкрафта, Говард створює ряд творів, дія яких відбувається у світі Міфів Ктулху. Так у листопаді 1931 року виходить перша повість з цієї серії Чорний камінь, за нею з'являються Піраміда на мисі, Дитя ночі та Вогні Ашшурбаніпалі. У номері Weird Tales за листопад 1932 року з'являється найвідоміша новела Говарда з циклу Міфів Ктулху — Черви землі.
У 1930 році, з падінням інтересу читачів до пригод Соломона Кейна та Кулла, Говард зосереджується у творчості на тематиці піктів. У цьому ж році з'являється новела Королі ночі, де вперше з'являється король піктів Бран Мак Морн.
З початком Великої депресії багато літературних журналів збанкрутіли, а гонорари різко зменшилися. Weird Tales почав виходити раз на два місяці, а такі журнали як Fight Stories, Action Stories та Strange Tales зовсім закрилися. На додачу у 1931 році, через банкрутство банків, Говард втратив всі свої заощадження.

### Конан

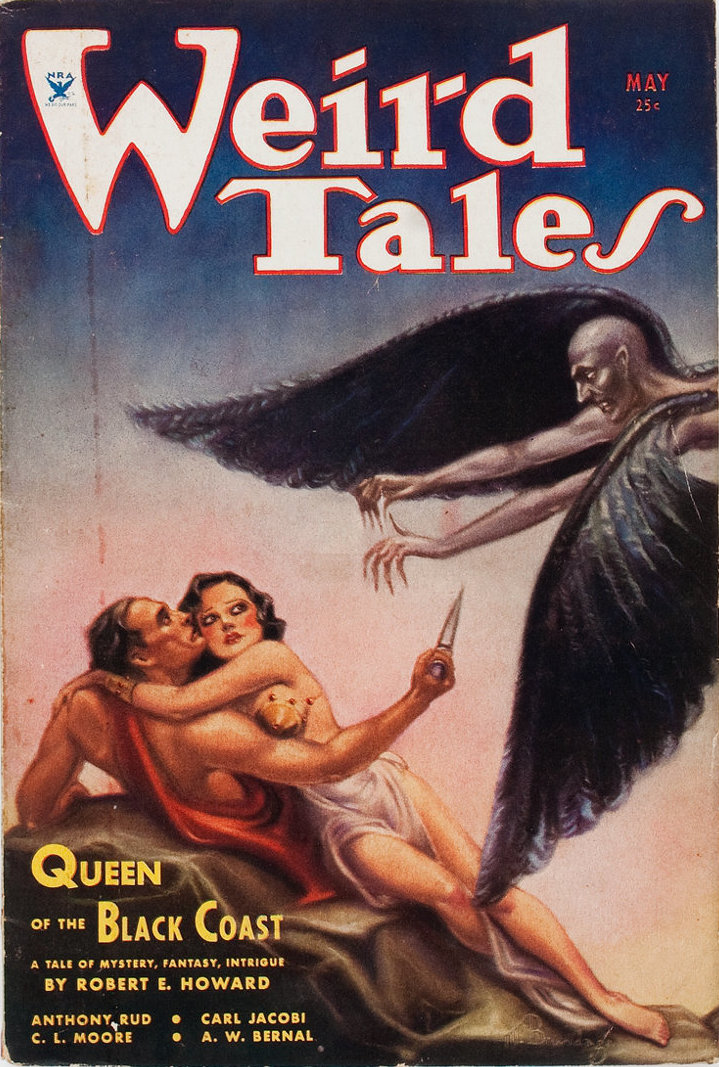
Журнал Weird Tales за травень 1934 року. На обкладинці ілюстрація з новели Королева чорного узбережжя, на якій вперше зображений Конан.

На початку 1932 року Говард подорожує Техасом. На півдні штату у місті Фредериксберг, споглядаючи пагорби, вкриті туманним дощем, до нього вперше приходить ідея Кімерії — похмурої північної землі, населеної варварами. У лютому, перебуваючи у містечку Мішен, він пише поему «Кімерія».
У цей же період, Говард створює свого найвідомішого персонажа — Конана Варвара. Пізніше, у 1935 році, письменник у своєму листі до Кларка Сміта писав:
| Конан просто виник у мене в голові, коли я зупинився в маленькому прикордонному містечку в нижній течії Ріо-Гранде. Я не створював його свідомо і навмисно. Він гордо виступив наперед, як цільна особистість і засадив мене за роботу, що описує його численні пригоди. |
Але, попри це, у письменника зайняло дев'ять місяців, щоб остаточно сформувати персонажа.
Більш того, сучасники відмічали, що Конан багатьма рисами нагадує батька Роберта. Знайомі Айзека Говарда відзначали імпозантність його вигляду, дратівливість і запальність. Його густе темне волосся і яскраві сині очі справляли сильне враження на всіх, хто його бачив. Саме тому можна стверджувати, що на формування образу Конана значний вплив справив батько письменника.
В іншому листі до Кларка Сміта, Говард, не згадуючи про своє дитяче сприйняття батька, намагається пояснити походження свого найвідомішого персонажа так:
| Може здатися неправдоподібною спроба зв'язати термін «реалізм» з Конаном, але я стверджую, що незважаючи на його неймовірні пригоди, це найреалістичний персонаж, коли-небудь створений мною. Просто в ньому поєднуються якості кількох людей, і думаю, що саме тому він з'явився в моїй свідомості, коли я писав першу розповідь цієї саги. Якийсь механізм моєї підсвідомості поєднав у ньому основні риси різних боксерів, грабіжників, контрабандистів, щасливих нафтовидобувачів, картярів-аферистів і чесних трудівників, з якими я коли-небудь стикався – і в результаті виник той згусток енергії, який я назвав Конаном-кімерійцем[73]. |
Говард вже давав головному персонажу свого твору ім'я Конан. Так, у повісті, що він написав у жовтні 1931 року та яка вийшла у журналі Strange Tales у червні 1932 року, з'являється кельт Конан, що поклоняється богу Крому. Але крім цих збігів, жодних зв'язків персонажі не мають.
Повертаючись додому, письменник продовжує розвивати світ Гіборійської Ери, розширюючи його людьми, країнами, монстрами та магією. Завдяки любові до історії та широкій ерудиції, Говарду вдається створити органічний сплав історичних епох та місць, як реальних, так і вигаданих. Через деякий час він пише есе під назвою «Гіборійська Ера», де вигаданий ним світ був докладно деталізований, малює два ескізи карт, і накидає невеликий текст під назвою «Нотатки про різні народи Гіборійської Ери».
У березні 1932 року Говард переписує неопубліковану повість з серії про короля Кулла «Цією сокирою я буду правити!». Не чіпаючи основної фабули, письменник змінює героя, переписує романтичну лінію та додає елементи містики. Новий твір отримав назву «Фенікс на мечі». Зразу ж після першого твору, Говард пише ще два: «Дочка льодового велетня», в основі сюжету якого давньогрецький міф про Аполлона та Дафну, та «Бог у чаші». На початку місяця всі три повісті письменник відправив у Weird Tales. У листі від 10 березня 1932 року редактор журналу Weird Tales Фарнсворф Райт критикує нові твори письменника та відмовляється їх публікувати, у той же час зазнаючи «великий потенціал» «Фенікса на мечі». Говард продовжує розвивати концепцію Конана та, врахувавши критику редактора, повністю переписує твір. Переписана повість та наступний твір з серії про Конана «Башта Слона» приймаються без зауважень. Всього Говард написав дев'ять повістей, перш ніж вийшла перша.

### Новалін Прайс

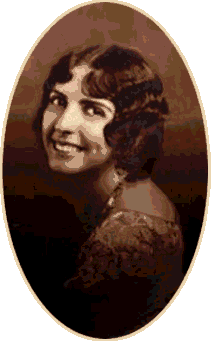
Новалін Прайс

Відома лише одна жінка, з якою Говард мав довготривалі стосунки. Це Новалін Прайс. Письменник познайомився з нею навесні 1933 року, коли відвідував свого старого товариша Тевіса Сміта. Тевіс та Новалін знали один одного зі старшої школі, деякий час зустрічалися і, після того як розішлися, зберегли дружні стосунки. Новалін вже чула від Сміта про Говарда, але перша їхня зустріч виявилася для неї розчаруванням. У своєму щоденнику вона писала:
| Цей чоловік письменник? Він? Це неймовірно. Він одягнений зовсім не так, як я думала письменник повинен вдягатися.Оригінальний текст (англ.) This man was a writer! Him? It was unbelievable. He was not dressed as I thought a writer should dress[81]. |
Наприкінці 1934 року Новалін влаштувалася на роботу вчителькою у Старшу Школу Браунвуда, там вона знову випадково зустріла письменника. Після цієї зустрічі вона декілька разів дзвонить Говарду додому і залишає повідомлення, але стикається з пасивною агресією з боку Гестер Говард. Після цього Новалін відвідує дім письменника і вони домовляються про своє перше побачення.
Наступні два роки вони постійно зустрічаються. Обоє розмірковують про одруження, але так і не наважуються зробити пропозицію. В середині 1935 року Новалін захворіє через перевтому. Її лікар, товариш батька Говарда, радить їй порвати з письменником та переїхати в інший штат. Роздумуючи над цим, вона зустрічається з Говардом, але він занадто стурбований здоров'ям матері і практично не приділяє їй уваги. Саме тоді пара розійшлась.
Новалін починає зустрічатися з найкращим товаришем Говарда Труеттом Вінсоном. Саме в цей час Роберт намагається помиритися зі своєю колишньою дівчиною, але під час їхньої подорожі до Нью-Мексико він дізнається про її нові стосунки. Це стає останньою крапкою у їхніх відносинах. Попри це, вони час від часу відвідують один одного, але у травні 1936 року Новалін залишає Кросс-Плейнс та переїжджає до Луїзіани. Більше вони ніколи не бачилися.
У 1986 році вона напише про свої стосунки з письменником книгу Той, хто йшов наодинці. 1996 року цей твір був екранізований у фільмі Весь дикий світ, з Вінсентом Д'Онофріо у ролі Роберта Говарда.

### Смерть

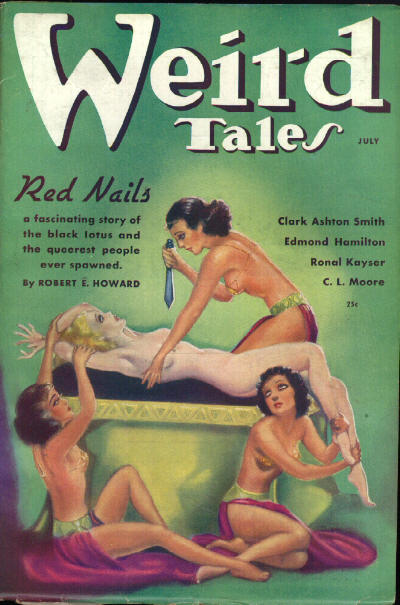
Журнал Weird Tales за липень 1936 року. На обкладинці ілюстрація з новели Червоні цвяхи (В деяких перекладах Цвяхи з червоними головками) — одного з найвідоміших творів Роберта Говарда з серії про Конана-Варвара

До 1936 року Роберт Говард у своїй творчості сконцентрувався на жанрі вестерну. У цьому ж році його новела Гент з Беа Крік побачила світ в Англії у видавництві Герберта Дженкінса, що ознаменувало розрив письменника з літературними журналами та перехід до престижнішого сегменту книжкового ринку. Але, незважаючи на літературний успіх, його особисте життя постійно погіршувалося. Практично всі його близькі друзі одружилися та зосередилися на своїх власних кар'єрах, Новалін Прайс залишила Кросс-Плейнс, щоб вступити в університет, а гонорари від Weird Tales значно зменшилися. Більш того, постійні турботи про важкохвору матір майже не залишали часу для творчості. На додачу похитнулося матеріальне становище родини Говардів. незважаючи на знижки, отримані Говардом-старшим як медиком, медичні рахунки серйозно позначалися на сімейному бюджеті. Грошей перестало вистачати, гонорарні платежі Роберта запізнювалися. Все це вкрай негативно позначилося на психічному здоров'ї письменника. Все частіше і частіше його охоплювала безпричинна туга, напади відчаю, депресія, страх перед навколишніми, заглибленість в світ власних комплексів та страхів. Він бачив, що не в змозі допомогти матері і не міг з цим змиритися.
Він дуже ретельно спланував свою смерть. Обговорив з літературним агентом всі деталі на випадок непередбаченої смерті, привів до ладу всі рукописи, які повинен був відправити у Weird Tales і залишив письмові інструкції батькові на цей рахунок, придбав пістолет — «Кольт» 38-го калібру. Друзі намагалися стежити за ним, але він зробив усе, щоб обдурити їх пильність.

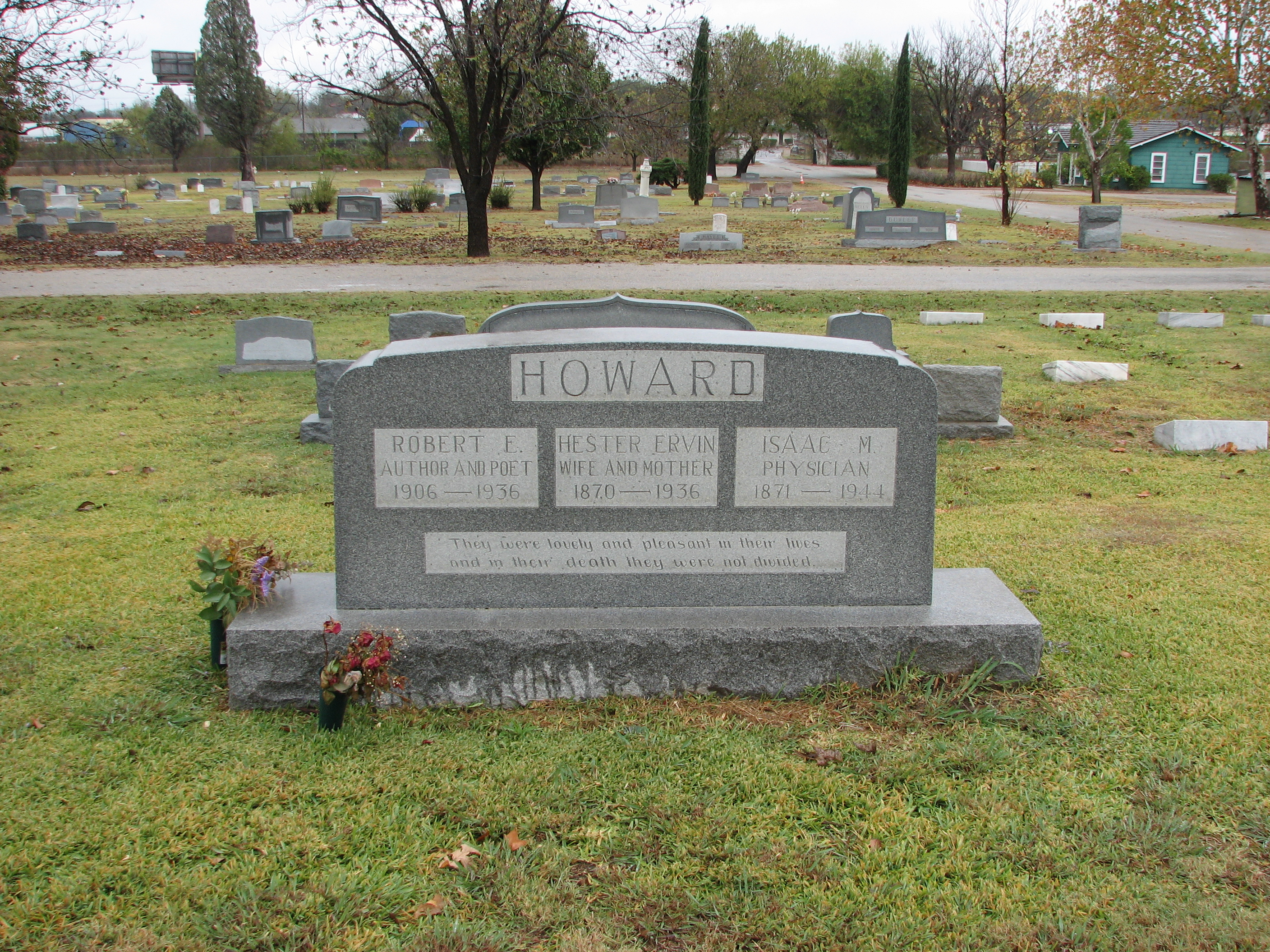
Сімейна могила Говардів (Браунвуд, штат Техас)

Гестер Говард впала в фінальну кому 8 червня 1936 року. 10 червня Говард заплатив за місце для трьох могил на міському кладовищі. Вранці 11 червня він дізнався, що його мати більше ніколи не отямиться; вийшов на задній двір, сів у кабіну машини і вистрілив собі в рот. На звук пострілу з дому вибігли батько Говарда та інший лікар, але вони вже нічого не могли вдіяти. Роберт Говард помер через вісім годин близько четвертої години дня. Мати померла шістьма годинами пізніше.

| Всі пролетіло, все пройшло, так підніміть мене на похоронне вогнище Свято скінчилося і лампи гаснуть.Оригінальний текст (англ.) All fled, all done, so lift me on the pyre; The feast is over and the lamps expire.Передсмертна записка Говарда. Рядки взяті з поеми «Дім Цезаря» англійської поетеси Віоли Гарвін[93] |
Роберт Говард похований 14 червня 1936 року в сімейній могилі Говардів на кладовищі Грінліф у Браунвуді.

## Творчість

### Серії та жанри
Говард писав у багатьох жанрах літератури, але найвідомішими його роботами вважаються твори у жанрі фентезі меча та магії. Також, разом з Дж. Р. Р. Толкієном, його часто називають засновником жанру епічного фентезі.

### Теми
| Все життя я провів на південному заході Америки і в той же час не переставав мріяти про північні неосяжні льодові пустелі під низько навислим важким сірим небом. Я і в снах її часто бачив – дику країну, що продувається наскрізь лютими вітрами, які йдуть з моря, – країну, населену сутулими дикунами, погляд яких горів неприборканою люттю ... Ніколи в тих снах я не поставав цивілізованою людиною. Навпаки, завжди відчував себе варваром - засмаглим до чорноти, оброслим, яснооким дикуном, озброєним забійного виду сокирою або мечем. Я бився з такими ж варварами або дикими звірами, або ж очолював незліченні орди воїнів, що йдуть завойовувати цивілізовані країни і залишали після себе руїни замків і міст та витоптані поля і сади. Чомусь я завжди інстинктивно відчував себе на стороні Варвара, що кидає виклик цивілізації порядку і поміркованості...[30]. |

### Критика
| Хоча у нього були свої недоліки як письменника, Говард був природним оповідачем, чиї розповіді не мають собі рівних в яскравості, захопливості, стрімкості подій... У художній літературі, різниця між письменником, який є природним оповідачем і тим, хто ні, схожа на різницю між човном, який буде плавати і тим, який не попливе. Якщо у автора є ця якість, ми можемо пробачити багато інших недоліків, а якщо немає, ніякі інші сили не зможуть це компенсувати, як блискуча фарба і виблискуючі латунні речі на човні не компенсують той факт, що він не може плавати. Лайон Спрег де Камп. Вступ. «Конан Островів». 1968 рік |
Ще за життя письменника його роботи, як і окремі епізоди біографії, піддавалися значній критиці. Часто наголошувалося, що його літературний успіх є радше результатом щасливого збігу обставин, ніж літературної майстерності. Скептично налаштовані літературні критики вважають, що феномен Говарда ґрунтується на орієнтації на підліткову аудиторію, коли передбачається поєднання гострого сюжету авантюрного роману з рухом псевдоісторичних племен, що ніколи не існували.

## Спадщина
Оскільки продовження саги про Конана виявилося комерційно успішним проєктом, то при роботі з чернетками творів Говарда почалися операції із залучення нереалізованих задумів в конанівську серію. Частина новел Говарда, присвячені іншим персонажам, були переписані так, щоб їхнім головним героєм став Конан і його бойові товариші. Не слід забувати, що при перевиданнях власне говардовські сюжети з різних творів або об'єднувалися, або дробилися. Тому досі існує плутанина щодо того, скільки творів написано самим Говардом, і в яких спочатку героєм був Конан. Крім того, вступні нариси начебто говардовського скетчу «Гіборійська ера» або поділяються на частини, або позиціонуються міні-розповідями. Загальновизнаним джерелом текстів про Конана розглядається 12-томна збірка оповідань про подвиги кімерійця, відредагована для видавництва «Lancer Books» письменником-фантастом Лайоном Спрегом де Кемпом.
Книжкова серія романів, повістей і розповідей про Конана задумана і здійснена де Кемпом в співавторстві з Ліном Картером. Картерівський літературний персонаж Тонгор (Thongor, 1965—1970) має ремінісцентну природу. Далі серія текстів про пригоди Конана і його соратників продовжена інтернаціональним колективом авторів (Бйорн Ніберг, Стів Перрі та ін.). Посмертні видання ілюструвалися Борисом Вальехо та іншими майстрами книжкової ілюстрації. У другій половині XX ст. твори Говарда неодноразово екранізувалися з комерційним успіхом, ставали основою для коміксів і мультфільмів. Сьогодні Конан (безпосередньо, чи як породжений ним архетип м'язистого напівоголеного довговолосого варвара) залишається одним з найвідоміших і комерційно успішних брендів індустрії (поліграфія, зображення на одязі, брелоки і ін.).

## Адаптації

Арнольд Шварценеггер у ролі Конана (Конан-Варвар, 1982)

### Фільми
Наразі існує чотири фільми-екранізації творів Роберта Говарда: Конан-Варвар (1982), Конан-руйнівник (1984) (в обох фільмах головного героя грає Арнольд Шварценеггер), Кулл-Завойовник (1997) (у головній ролі Кевін Сорбо) та Соломон Кейн (2010) (у головній ролі Джеймс П'юрфой). Також у 1985 році вийшов фільм Руда Соня, який не є екранізацією, але створений за мотивами творчості Говарда.

## Видання українською
- Говард Роберт. Конан, варвар із Кімерії. Харків: Школа, 2005. 464 с. (збірка новел, серія «Бібліотека пригод»).[97]
- Говард Роберт. Конан. Книга 1. Харків: Фоліо, 2025. 223 с. (збірка новел, серія «Зарубіжні авторські зібрання»).[98]
- Говард Роберт. Конан. Книга 2. Харків: Фоліо, 2025. 189 с. (збірка новел, серія «Зарубіжні авторські зібрання»).[99]
- Говард Роберт. Конан. Книга 3. Харків: Фоліо, 2025. 221 с. (збірка новел, серія «Зарубіжні авторські зібрання»).[100]
- Говард Роберт. Конан. Книга 4. Харків: Фоліо, 2025. 256 с. (роман, серія «Зарубіжні авторські зібрання»).[101]

### Книги
- Don Herron. The Dark Barbarian: The Writings of Robert E Howard, a Critical Anthology. — Wildside Press LLC, 1984. — 264 с. — ISBN 9781587152030.
- Don Herron. The Barbaric Triumph: A Critical Anthology On The Writings Of Robert E. Howard. — Wildside Press LLC, 2004. — 200 с. — ISBN 9780809515660.
- Lord, Glenn. The Last Celt: A Bio-Biography of Robert Ervin Howard. — Berkley Publishing Corporation, 1977. — 416 с. — ISBN 9780425036303.
- Mark Finn. Blood and Thunder: The Life and Art of Robert E. Howard. — MonkeyBrain Books, 2006. — 400 с. — ISBN 9781932265217.
- Louinet, Patrice. Hyborian Genesis Part I // The Coming of Conan the Cimmerian. — Del Rey Books, 2002. — ISBN 0345461517.
- Louinet, Patrice. Hyborian Genesis Part II // The Bloody Crown of Conan. — Del Rey Books, 2003. — ISBN 0345461525.
- Louinet, Patrice. Hyborian Genesis Part III // The Conquering Sword of Conan. — Del Rey Books, 2005. — ISBN 0345461533.
- Edward James, Farah Mendlesohn. The Cambridge Companion to Fantasy Literature. — Cambridge University Press, 2012. — 296 с. — ISBN 9780521429597.
- Chalker, Jack L. The Science-Fantasy Publishers: A Bibliographic History, 1923-1998. — Mirage Press, 1998. — 744 с. — ISBN 978-0883582046.
- Darrell Schweitzer. The Fantastic Horizon: Essays and Reviews. — Wildside Press LLC, 2009. — 240 с. — ISBN 9781434403209.
- Michael D.C. Drout. J.R.R. Tolkien Encyclopedia: Scholarship and Critical Assessment. — Routledge, 2013. — 808 с. — ISBN 9781135880347.
- Don D'Ammassa. Encyclopedia of Fantasy and Horror Fiction. — Infobase Publishing, 2009. — 488 с. — ISBN 9781438109091.
- Michael A. Cramer. Medieval Fantasy As Performance: The Society for Creative Anachronism and the Current Middle Ages. — Rowman & Littlefield, 2010. — 200 с. — ISBN 9780810869950.

### Статті
- Гаков Володимир. Закомплексованный супермен // Передмова до збірки оповідань Роберта Говарда. — Москва : Армада, 1997. (рос.)
- Липатов Артем. Страх и одиночество Роберта Говарда // Speaking In Tongues. — Владивосток. (рос.)
- Спрег Де Камп Лайон. Вечный мечтатель / Картер Лі. (рос.)